# МАЗ-502
МАЗ-502 — це радянська вантажівка підвищеної прохідності.

## Історія
Цей автомобіль веде своє походження від ЯАЗ-200 — першого радянського серійного вантажного автомобіля. Попередниками є ЯАЗ-200 що випускався на Ярославському автомобільному заводі з 1947. Потім виробництво було переведено на Мінський автомобільний завод. На цьому заводі на базі ЯАЗ-200 випускалися самоскиди МАЗ-205. Проте якщо так можна сказати найближчим родичем цього автомобіля є МАЗ-501 (лісовоз). Нарешті в 1957 році завод розпочав виробництво вантажного автомобіля підвищеної прохідності МАЗ-502. Він мав потужніший двигун, універсальний кузов і односкатні колеса.
Автомобіль випускався до 1966 року.

## Модифікації
- МАЗ-502А — МАЗ-502 з лебідкою
- МАЗ-502В — сідловий тягач